# Soazza
Soazza (Duits (verouderd): Sowaz of Zauatz) is een gemeente en plaats in het Zwitserse bergdal Valle Mesolcina en behoort tot het kanton Graubünden.
De plaats is ten westen gelegen van de rivier de Moesa. Nabij de plaats ligt de spectaculaire Buffuloawaterval. Net buiten het centrum staat op een heuvel de kerk San Martino. Deze is zowel vanuit het noorden als vanuit het zuiden al vanaf ver te zien en hierdoor het symbool van Soazza. De kerk werd in 1502 gebouwd en is omgeven door een lage muur. In de dorpskern ligt een tweede, eenvoudigere kerk: de San Rocco.